# Океан (кинотеатр, Владивосток)

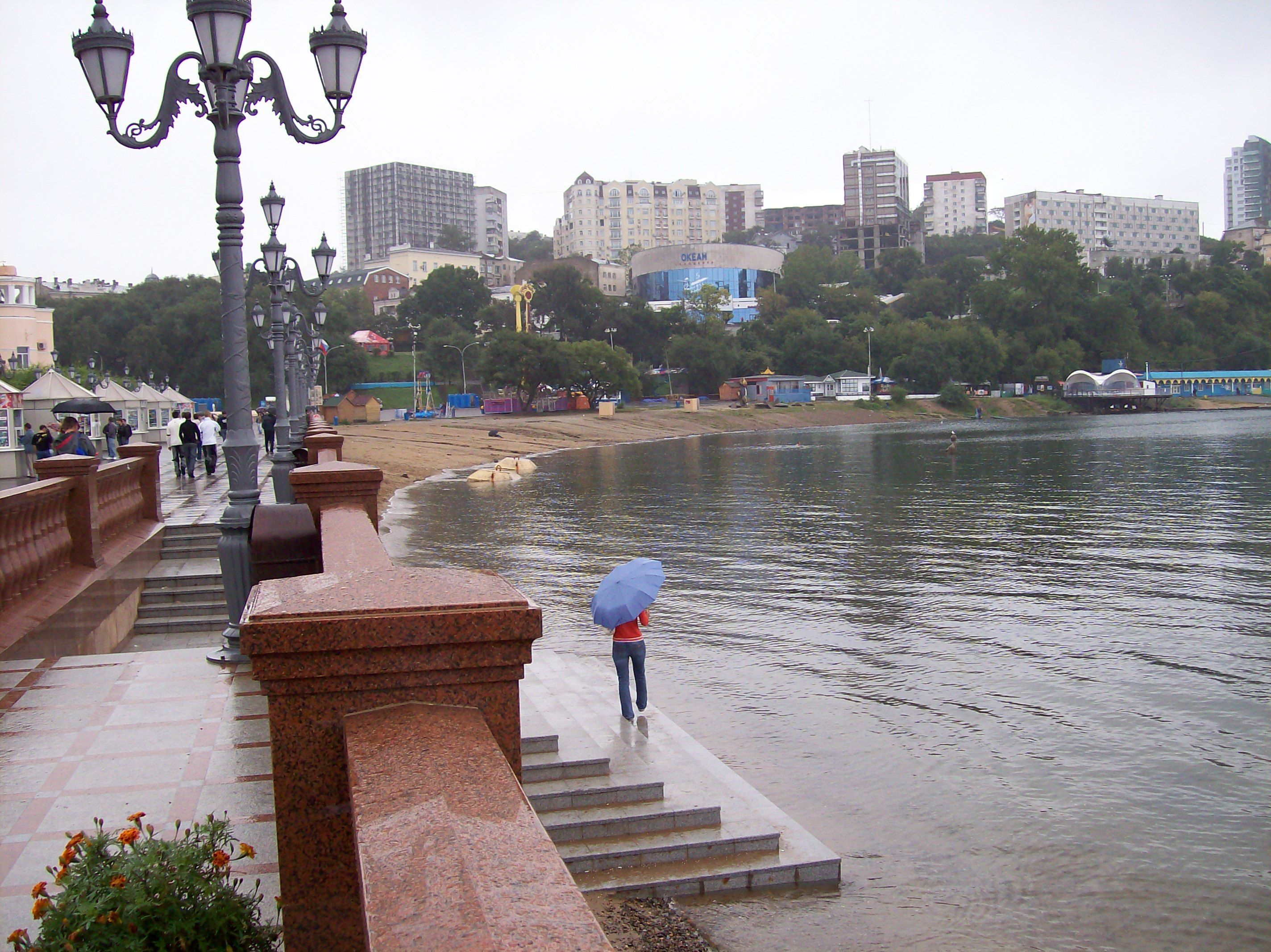
Вид с набережной Спортивной Гавани

Фигура тигра перед зданием кинотеатра

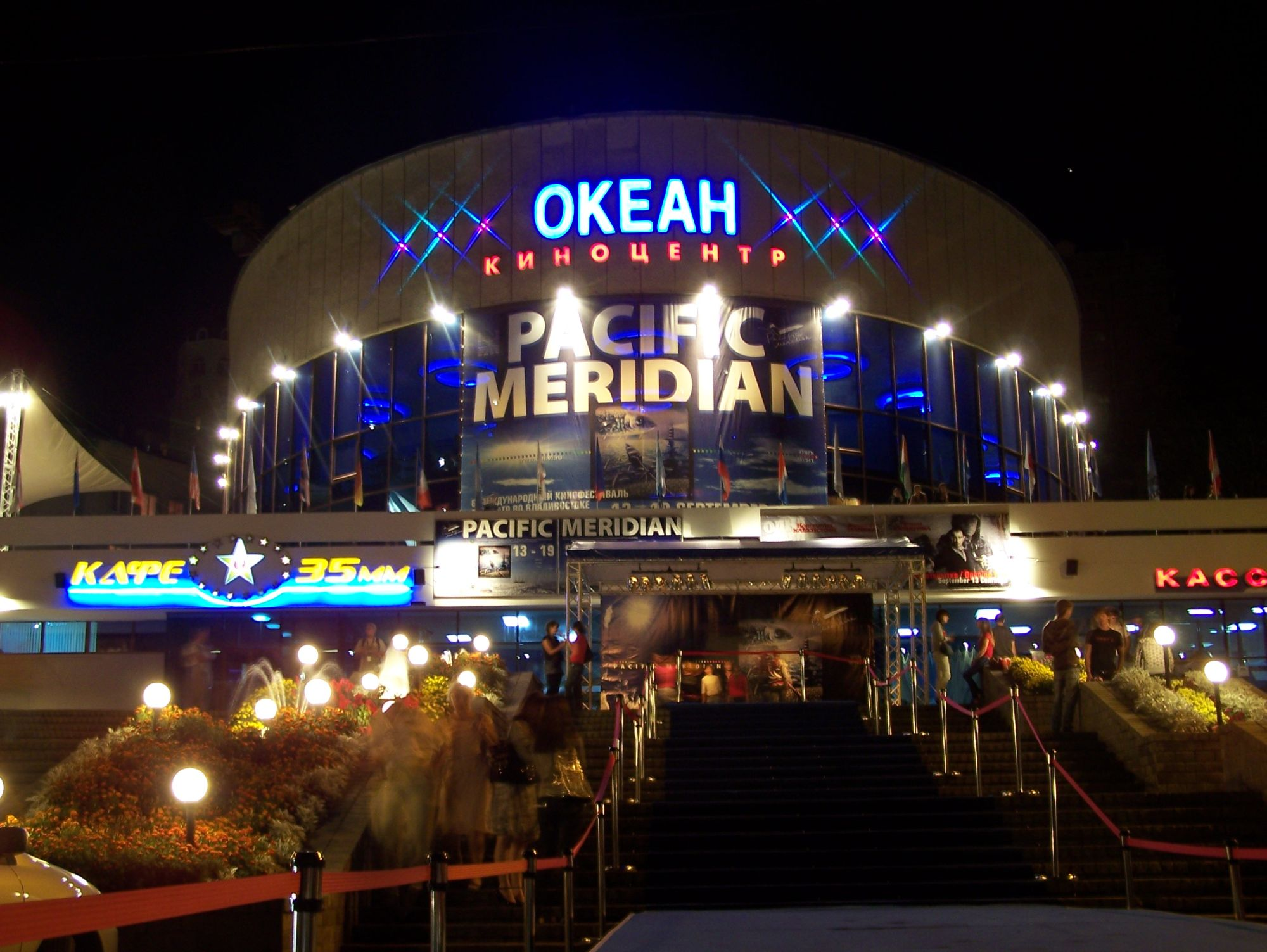
Кинотеатр «Океан» в день открытия кинофестиваля «Меридианы Тихого» в 2008 году

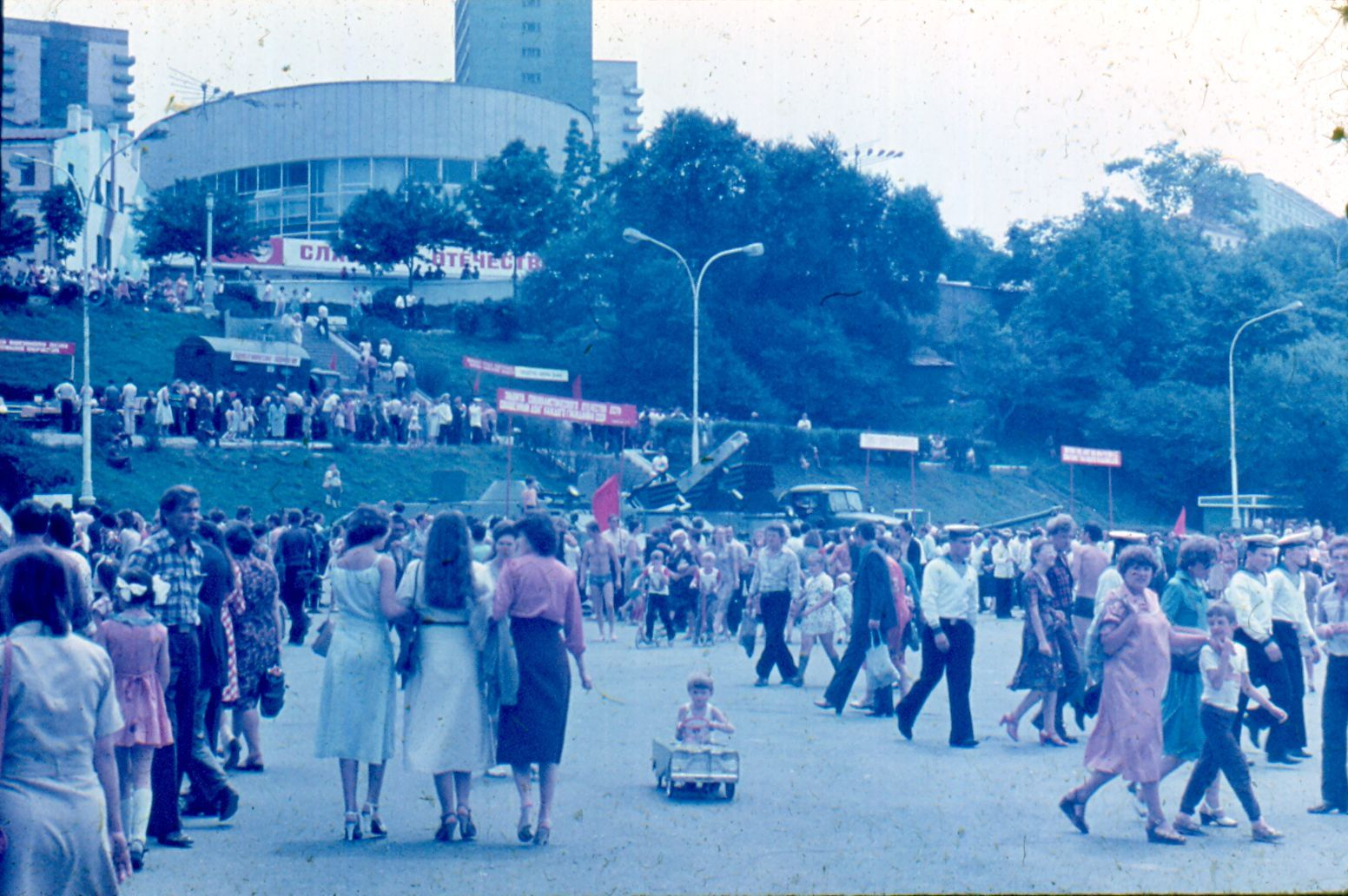
Кинотеатр «Океан» в 1982 году.
День Военно-Морского Флота, показ военной техники на набережной Спортивной Гавани

«Океан» — кинотеатр во Владивостоке, первый широкоформатный и самый большой кинотеатр Дальнего Востока. Построен в 1969 году. Входит в сеть кинотеатров «Иллюзион».

## История

### Советское время
Кинотеатр расположен в излюбленном месте отдыха горожан, на берегу Спортивной гавани, в месте соединения Светланской, Набережной и Пограничной улиц. Подготовка к строительству началась в сентябре 1963 года. По первоначальному плану вместимость кинотеатра составляла 1350 мест (1050 мест в основном и 300 мест в малом зале), объём главного зала — 33 000 куб. м. Макет здания был установлен на общее обозрение в фойе кинотеатра «Уссури».
Проект кинотеатра разработан в московском институте Гипротеатр архитекторами Г. К. Мачульским и Б. И. Левшиным. Оригинальная архитектурная композиция основана на сочетании двух разнохарактерных объёмов: эллиптического цилиндра, расположенного на одноэтажном распластанном параллелепипеде. Основную площадь фасада занимают огромные окна-витражи, с проезжей части улицы к зданию ведёт широкий лестничный марш. Фойе кинотеатра украшает мозаичное панно на морскую тематику площадью более 330 м², выполненная московскими художниками под уководством Т. Партикина.
Строительство кинотеатра вело Строительное управление № 2 треста Главвладивостокстрой. Впервые в стране было применено вантовое покрытие, заменившее традиционную конструкцию с опорой на железобетонные балки. Перекрытие поддерживают 64 каната, закреплённые на железобетонном поясе с металлическим кольцом.
В 1969 году макет кинотеатра экспонировался на ВДНХ СССР и был удостоен диплома 1-й степени. Уникальное здание было внесено в архитектурные каталоги Италии, Англии и других стран. Сообщения с фотографиями об открытии кинотеатра поместили многие центральные и местные газеты: «Правда», «Известия», «Комсомольская правда», «Советская культура», «Ленинградская правда», «Красное знамя», «Тихоокеанский комсомолец», журналы «Киномеханик», «Техника кино и телевидения», фотохроника ТАСС. Фотографии здания экспонировались на выставке в Варшаве.
Кроме главного зала в кинотеатре имеется малый зал «Меридиан», предназначенный для показа документальных фильмов.
Первым фильмом, демонстрировавшимся в главном зале была «Свадьба в Малиновке» (1969 год), в кинозале «Меридиан» — документальный фильм «Дом Брема».

### С 2001 года по настоящее время
В начале 1990-х годов в связи с развалом кинопроката в стране, «Океан» прекратил работу. Вторая жизнь кинотеатра началась в начале 2000-х годов. 6 июля 2001 года был открыт после реконструкции зал «Меридиан». В тот же день было объявлено об организации сети кинотеатров «Иллюзион», куда вошёл обновлённый кинотеатр. 18 января 2002 года начал работу главный зал. Превратив кинотеатр в современный киноконцертный комплекс, проектировщики бережно отнеслись к исторической планировке здания.
Оба зала оснащёны новым оборудованием, включая звуковую систему Dolby Digital Surround EX (6+1) и аппаратуру для показа фильмов 3D. Вместимость главного зала после модернизации составила 841 место, размер экрана — 22 × 10 м. Зал разбит на три сектора: обычные места, VIP-места и «места для поцелуев». Зал «Меридиан» рассчитан на 225 зрителей, размер экрана — 9 × 4 м. Кроме демонстрации фильмов в кинотеатре проводятся кинофестивали, творческие встречи, конференции, выпускные вечера. Работают бары, кафе сингапурской кухни «Узала», суши-бар. С балкона кинотеатра открывается прекрасный вид на Амурский залив.
С сентября 2003 года «Океан» стал главной площадкой Международного кинофестиваля стран АТР «Меридианы Тихого». Здесь же проходит ежегодный фестиваль французского кино.
В среднем за год кинотеатр посещают более 1 млн зрителей.
По традиции выпускники близлежащих школ встречают рассвет на видовой площадке кинотеатра.
В начале января 2014 года большой зал «Океана» закрыт на техническое переоснащение новым оборудованием. В нём устанавливается оборудование IMAX.
10 декабря 2014 года развлекательный центр «Океан» был открыт после установки нового оборудования.

## Интересные факты
Первоначально название «Океан» носил другой владивостокский кинотеатр, построенный в 1960 году на проспекте Столетия Владивостока. После открытия нового «Океана», старый был переименован в «Искру». В 2000-е годы он был реконструирован и превращён в торговый центр.
Место, где ныне расположен кинотеатр, в 1950-х годах было застроено одноэтажными частными домами. Разрешения снести частную застройку добился начальник Управления кинофикации Приморского крайисполкома Ефим Зусман. Чтобы расселить все дома, понадобилось построить 170 квартир.